# Palpada amazon
Palpada amazon là một loài ruồi trong họ Ruồi giả ong (Syrphidae). Loài này được Curran mô tả khoa học đầu tiên năm 1930. Palpada amazon phân bố ở vùng Tân Nhiệt đới